# Terry Rossio
Terry Rossio (Kalamazoo, Michigan, Amerikai Egyesült Államok, 1960. július 2. –) amerikai forgatókönyvíró.
Miután elvégezte a kaliforniai Santa Anában található Saddleback Középiskolát, Rossio a Kaliforniai Állami Egyetemen folytatta tanulmányait Fullertonban, ahol kommunikációs művészeti képzettségre tett szert. Alapítója a Wordplayer.com weboldalnak, ami az interneten fellehető egyik legjobb forgatókönyvírói oldal.
Írópartnerével, Ted Elliottal, és tanítványával, Jaylnn Baileyvel, Rossio több rendkívül sikeres filmet jegyez, köztük az Aladdint, A Karib-tenger kalózai-trilógiát és a Shreket.

## Munkái
- 2008. The Spiderwick Chronicles (David Berenbaummal és Ted Elliottal)
- 2007. National Treasure: The Book of Secrets (csak történet; Ted Elliottal, Cormac Wibberleyvel és Marianne Wibberleyvel)
- 2007. A Karib-tenger kalózai: A világ végén (Pirates of the Caribbean: At World's End) (Ted Elliottal)
- 2006. Déjà Vu (Bill Marsiliivel)
- 2006. A Karib-tenger kalózai: Holtak kincse (Pirates of the Caribbean: Dead Man's Chest) (Ted Elliottal)
- 2005. Zorro legendája (The Legend of Zorro) (csak történet; Ted Elliottal, Robert Orcival és Alex Kurtzmannal)
- 2003. A Karib-tenger kalózai: A Fekete Gyöngy átka (Pirates of the Caribbean: The Curse of the Black Pearl) (forgatókönyv Ted Elliottal; történet Ted Elliottal, Stuart Beattie-vel és Jay Wolperttel)
- 2002. A kincses bolygó (Treasure Planet) (csak történet; Ron Clementsszel, John Muskerrel és Ted Elliottal)
- 2001. Shrek (Ted Elliottal, Joe Stillmannel és Roger S.H. Schulmannel)
- 2000. Irány Eldorádó (The Road to Eldorado) (Ted Elliottal)
- 1998. Zorro álarca (The Mask of Zorro) (forgatókönyv Ted Elliottal és John Eskowval, történet Ted Elliottal és Randall Jahnsonnal)
- 1998. Chipkatonák (Small Soldiers) (Ted Elliottal, Gavin Scottal és Adam Rifkinnel))
- 1998. Godzilla (csak történet; Ted Elliottal, Dean Devlinnel és Roland Emmerichhel)
- 1994. A parazita (The Puppet Masters) (Ted Elliottal és David S. Goyerrel)
- 1992. Aladdin (Ted Elliottal)
- 1989. Little Monsters (Ted Elliottal)

## Elismerései

### Díjak
- Annie Awards
  - 2001. kiemelkedő forgatókönyvírói teljesítmény animációs filmben (Shrek)
- BAFTA-díj
  - 2002. legjobb adaptált forgatókönyv (Shrek)

### Jelölések
- Oscar-díj
  - 2002. legjobb adaptált forgatókönyv (Shrek)
- Academy of Science Fiction, Fantasy & Horror Films, USA
  - 2002. legjobb forgatókönyv (Shrek)
- American Screenwriters Association, USA
  - 2002. Discover Screenwriting Award (Shrek)
- Bram Stoker-díj
  - 2004. legjobb forgatókönyv (A Karib-tenger kalózai: A Fekete Gyöngy átka)
- Science Fiction and Fantasy Writers of America
  - 2003. legjobb forgatókönyv (Shrek)